# Boogity Boogity
Boogity Boogity è un album del cantautore statunitense Ray Stevens, pubblicato dall'etichetta discografica Barnaby nel maggio 1974.
L'album è prodotto dallo stesso artista, che cura gli arrangiamenti e risulta unico autore di 7 brani, mentre in Heart Transplant collabora con Elkin Rippey e Don't Boogie Woogie è firmata dal solo Layng Martine.
Dal disco vengono tratti i singoli The Streak (che ha raggiunto le prime due posizioni nella classifica di vendita di vari paesi) e The Moonlight Special.

## Tracce

### Lato A
1. The Streak
2. Smith and Jones
3. Freddie Feelgood (And His Funky Little Five Piece Band)
4. Bagpipes That's My Bag
5. Don't Boogie Woogie

### Lato B
1. The Moonlight Special
2. Bridget the Midget (The Queen of the Blues)
3. Heart Transplant
4. Just So Proud to Be Here

Nel Regno Unito l'album viene pubblicato dalla Janus e contiene 12 tracce. Rispetto all'edizione Barnaby viene escluso il brano Bridget the Midget (The Queen of the Blues), mentre vengono aggiunti Alley Oop, Sir Thanks-A-Lot, Mr. Custer e Little Egypt.